# 紫月岛
紫月岛（：／ Jawoldo */?），是大韩民国的岛屿，位于京畿湾，由仁川广域市负责管辖，面积7.26km²，2015年人口821。